# Anonymous (aktywiści internetowi)
Anonymous – globalna, zdecentralizowana grupa aktywistów sprzeciwiająca się ograniczaniu wolności obywatelskich, korupcji, konsumpcjonizmowi, cenzurze, fair use, praktykom Kościoła scjentologicznego (Project Chanology) oraz łamaniu praw zwierząt. Anonymous jest również definiowana jako ideologia dążąca m.in. do sprawiedliwości, obrony wolności obywatelskich oraz rozwiązania innych problemów społecznych, jednak te cele często nie są spójne między wszystkimi działaczami Anonymous.
W 2012 roku magazyn „Time” zaliczył ich do 100 najbardziej wpływowych osób na świecie. Czasami określani są mianem „haktywistów”.

## Charakterystyka

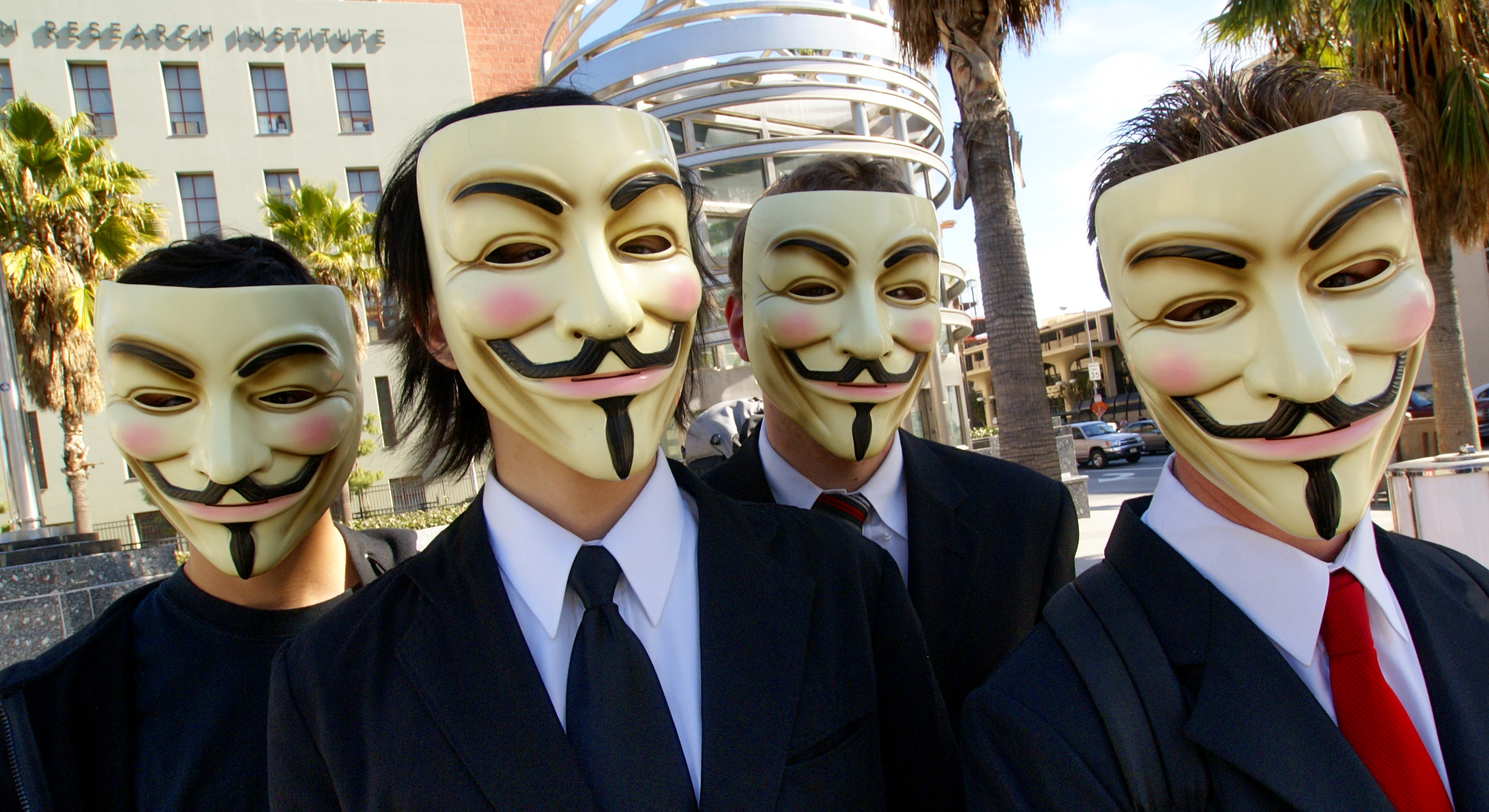
Osoby, które pojawiły się publicznie jako Anonymous, ubrane w maski Guya Fawkesa (angielskiego katolika, który 5 listopada 1605 roku przeprowadził nieudany zamach na budynek brytyjskiego parlamentu), spopularyzowane przez komiks i film V jak vendetta. Los Angeles, luty 2008

Akcje przypisywane grupie są wykonywane przez pojedyncze osoby lub grupy, które działają pod wspólnym szyldem Anonymous. Wieloetapowe i zaplanowane akcje Anonymous noszą nazwę operacji (np. operacja Payback oraz operacja Paperstorm). Niektóre działania hakerów mają charakter żartobliwy, inne pomagają społeczeństwom żyjącym w państwach autorytarnych.
Anonymous na wszystkich zamieszkanych kontynentach wykonali SQL injection i DDoS przy użyciu botnetu i programu Low Orbit Ion Cannon. Niektórzy ludzie, działający jako Anonymous, współpracowali z grupą hakerów LulzSec. Powstało wiele krajowych grup Anonymous, np. AnonPoland, AnonSlovenia czy angielska ATeam. Szczyt popularności osiągnęli w styczniu 2012 roku.
Do komunikacji pomiędzy sobą, mediami i społeczeństwem używają swoich własnych stron, Facebooka, Twittera, Pastebin (i jego odpowiednika – Anonpaste), YouTube oraz Encyclopedia Dramatica. Dane pozyskane przez hakerów bywają zamieszczane na The Pirate Bay.

Ich dewiza to: 

Jesteśmy Anonymous. Jesteśmy Legionem. Nie przebaczamy. Nie zapominamy. Spodziewajcie się nas.

Kojarzeni są także z hasłem: 

Obywatele nie powinni bać się swoich rządów. Rządy powinny bać się swoich obywateli.

Manifesty ludzi utożsamiających się z grupą najczęściej zaczynają się od zdań: 

Witajcie, obywatele świata. Jesteśmy Anonymous.

## Pochodzenie terminu
Termin „Anonymous” inspirowany jest anonimowością doświadczaną przez użytkowników internetu podczas publikowania treści. Początki użycia terminu „Anonymous” jako wspólnej tożsamości anonimowych użytkowników wywodzą się z „forów obrazkowych” (głównie 4chan). Wyróżnik „Anonymous” jest automatycznie przypisywany użytkownikom forum, którzy publikują komentarze bez identyfikacji i uwierzytelnienia. Użytkownicy „forów obrazkowych”, niekiedy dla żartu, zachowują się tak, jakby „Anonymous” był jedną i identyfikowalną osobą.
Wraz ze wzrostem popularności „forów obrazkowych”, koncepcja „Anonymous” jako kolektywu anonimowych jednostek stała się internetowym memem.

## Kalendarium działalności

### 2006-2008

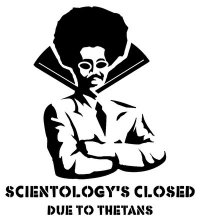
Avatar z czarnoskórym

Pierwsza aktywność Anonymous miała miejsce w 2006 roku – były związana z serwisem Habbo, którego użytkownicy znajdują się w wirtualnym hotelu. W ustalonym terminie setki członków Anonymous wybrało taki sam avatar (czarnoskóry w szarym garniturze z afro) i zablokowało dostęp do pływalni, podając innym użytkownikom, że jest ona zainfekowana przez HIV. Postacie sterowane przez Anonymous uformowały także wieloosobową swastykę.
Także w tym roku Anonymous wykradli kody źródłowe programów Norton Internet Security 2006 i Norton AntiVirus 2006. Opublikowali go sześć lat później jako odwet za aresztowania członków LulzSec.
W kwietniu Mitchell Henderson zastrzelił się z powodu zgubienia swojego iPoda. W jednej z internetowych kondolencji na odpowiedniej stronie na Myspace wielokrotnie pojawił się ten sam błąd: napisano „an hero” zamiast „a hero” (ang. bohater). Niepoprawne wyrażenie stało się memem internetowym będącym synonimem zabawnego samobójstwa (szczyt popularności osiągnęło podczas wakacji w 2008 roku). Na 4chanie pojawiły się parodie kondolencji, które jednak usunięto. Na to zareagowali Anonymous i /b/tardzi. Na stronie Myspace z kondolencjami zamieszczono linki do drastycznych zdjęć i filmów. W rocznicę śmierci nastolatka, członek Anonymous zadzwonił do jego rodziców i udawał jego ducha (prank call).
Hal Turner Campaign – seria prank call do show telewizyjnego prowadzonego przez neonazistę Hala Turnera. Miały również miejsce ataki na jego stronę, a po przegranej sprawie sądowej Turner przestał prowadzić swój program.
Przez część 2007 roku nadal trwały działania Anonymous w związku z Habbo i Turnerem.
W latach 2008–2009 aktywny był Project Chanology mający na celu walkę ze scjentologią. Miały miejsce zarówno ataki internetowe, jak i demonstracje w miejscach publicznych.

### 2009
W 2009 roku Anonymous wsparli Irańczyków protestujących przeciwko fałszerstwom wyborczym i ogólnej sytuacji w kraju. Haktywiści wraz z The Pirate Bay i irańskimi hakerami założyli stronę z międzynarodowym poparciem dla protestujących i umożliwiającą im wymianę informacji.
W kwietniu hakerzy na stronie Time w internetowej sondzie mającej wyłonić 100 najbardziej wpływowych ludzi świata na pierwszym miejscu zamieścili moota, założyciela 4chana. Całe zestawienie zostało tak zmienione, że pierwsze litery w jego kolejnych wierszach układały się w komunikat: „Marblecake also the Game”. Żart powtórzono w 2012 roku.
W 2009 roku Anonymous zorganizowali również YouTube Porn Day, co było reakcją na usuwanie przez administratorów serwisu teledysków. Akcja polegała na przesłaniu do serwisu YouTube filmów pornograficznych pod nieprawdziwymi tytułami. Atak zorganizowano też rok później.

### 2010

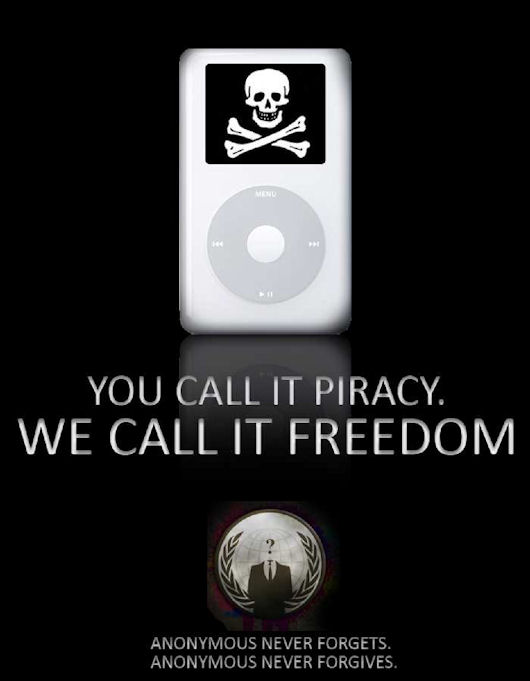
„Wy nazywacie to piractwem. My nazywamy to wolnością”

Na luty 2010 przypadła operacja Titstorm. Była wyrazem sprzeciwu wobec planów australijskiego rządu dotyczących usunięcia z sieci niektórych materiałów pornograficznych (pornografia animowana, sceny z kobietami o małym biuście lub wytryskiem u kobiet). Hakerzy zamieścili pornografię na stronie premiera Australii (był nim wówczas Kevin Rudd). Zablokowali też strony rządu i parlamentu, a wielu jego członków i urzędników dostało tysiące e-maili z treściami pornograficznymi. Nawiązywano żartobliwe rozmowy telefoniczne, wysyłano humorystyczne faksy.
Operacja Payback trwała od września do grudnia 2010 roku. Upubliczniono 350 MB wiadomości e-mail z ACS:Law – zawierały one m.in. listy osób oskarżonych o nielegalne rozpowszechnianie plików. DDoS dotknął głównie witryny producentów muzycznych, kancelarii prawniczych i kompanii handlowych, m.in. Australian Federation Against Copyright Theft. Atakując ich stronę Anonymous przez przypadek zablokowali też ponad 7000 innych, które były na tym samym serwerze.
Grudzień roku 2010 rozpoczął się operacją Avenge Assange. Była ona drugim etapem operacji Payback i odpowiedzią na działania korporacji i rządów wobec WikiLeaks oraz zatrzymanie w Wielkiej Brytanii twórcy tego portalu – Juliana Assange’a. Spośród wszystkich atakowanych serwerów, tylko te należące do Amazon funkcjonowały poprawnie. Prób ich zablokowania nie kontynuowano, ponieważ nie powiodło się zwiększenie botneta sterowanego przez Anonymous.
18 grudnia 2010 roku odbyła się operacja Paperstorm – w wielu miejscach Londynu rozwieszono plakaty Anonymous oraz malowano logo.

### 2011
Od początku Arabskiej Wiosny aktywiści Anonymous hakowali strony reżimów, przeciwko którym wystąpiło społeczeństwo.
Operacja Empire State Rebellion – w marcu 2011 roku działacze Anonymous zaczęli ujawniać wiadomości e-mail pozyskane z Bank of America. Ich zdaniem miały pokazywać one korupcję urzędników.
Pod koniec 2009 roku George Hotz ogłosił, że zhakuje PlayStation 3. Swoje działania dokumentował na blogu, a cel osiągnął w styczniu 2011 roku. Producent (firma Sony) pozwał hakera, na co Anonymous odpowiedzieli operacją Sony. Wykradziono nazwiska, adresy, adresy e-mail, daty urodzenia i hasła z loginami do systemu PlayStation dla ok. 100 mln kont. Upubliczniono także dane z 2007 roku dotyczące 13 tys. kart kredytowych spoza USA i ok. 11 tys. rachunków bankowych z Europy. W sumie hakerzy poznali dane o 10 mln kartach kredytowych. Sony bezpośrednie straty oszacowało na więcej niż 170 mln $. Ponemon Institute, cytowany przez Forbes, podaje, że szkody (głównie te związane ze stratą klientów) wyniosły 318 $ za każde konto, o którym wyciekły informacje.
Również w maju haktywiści na stronie PBS zamieścili żart, jakoby Tupac Shakur mieszkał wtedy w Nowej Zelandii. W następnym miesiącu w Malezji zablokowano dostęp do WikiLeaks i The Pirate Bay. W odpowiedzi Anonymous zhakowali 91 rządowych witryn.
Od 4 czerwca 2011 trwa operacja AntiSec, w której uczestniczą połączone siły LulzSec, ludzi działających jako Anonymous oraz hakerów nieutożsamiających się z żadną z tych grup. Od jej początku wiele działań hakerów, niezależnie od ich motywacji, zostało dodatkowo zakwalifikowanych jako jej część. Operację zapowiedziano 4 czerwca na twitter’owym kanale The Lulz Boat: „So gather round, this is a new cyber world and we’re starting it together. There will be bigger targets, there will be more ownage. #ANTISEC” (Sabu, założyciela LulzSec i byłego Anonymous, FBI aresztowało 3 dni później). 8 czerwca LulzSec na stronie Black & Berg Cybersecurity Consulting zamieścili swoje logo, wygrywając zawody w hakowaniu, za co firma ta przyznała im 10 tys. $. 11 czerwca hakerzy ujawnili ok. 26 tys. e-maili i haseł do ich kont z pornograficznej strony, pron.com, a 2 dni później dane o 200 tys. kont z serwisów tego samego typu. W tym samym dniu ujawniono część haseł użytkowników z oficjalnej strony Senatu USA. Również w czerwcu zablokowano kilka brazylijskich stron rządowych, zhakowano strony CIA i zdobyto dane o 62 tys. kont i hasłach z MediaFire, wykradziono tajne dokumenty, adresy e-mail i hasła do ich kont z Arizona Department of Public Safety. Hakerzy poznali adresy IP związane z Sony, Viacom, Disney, EMI i NBCUniversal, tajną stronę US Navy oraz 500 MB danych wewnętrznych AT&T (w tym tych dotyczących LTE Advanced, 90 tys. numerów telefonów używanych przez IBM, Nowego iPada, 200 tys. kont z hackforums.net, 12 tys. z NATO online bookstore, 500 tys. z Battlefield Heroes, 50 tys. z forum o grach i 29 z Priority Investigations). Anonymous zdobyli także dane FBI, np. te o lokalizacji jej placówek.
Następny miesiąc przyniósł ujawnienie m.in. 2800 członków paramilitarnej organizacji Black Eagles i haseł 27 administratorów Apple. Z serwerów Monsanto wyciekły dane o 2500 osobach związanych z biotechnologią, z czego 250 stanowili pracownicy koncernu. Włamano się na stronę The Sun, na której ogłoszono fikcyjny zgon jej właściciela, Ruperta Murdocha. Upubliczniono również 67 tys. e-maili, z czego 53 tys. należało do armii, hakerzy zdobyli dostęp do gigabajta dokumentów NATO. Haktywiści ukradli 214 tys. rekordów z informacjami osobistymi i danymi bankowymi 96 tys. klientów.
Sukcesem zakończyły się ataki hakerów o kryptonimach Military Meltdown Monday (zdobyto ok. 90 tys. adresów e-mail i haseł do ich kont z serwerów współpracowników Pentagonu), Turkish Takedown Thursday (po tym jak zablokowano 1000 tureckich witryn, zaatakowano jeszcze 74 rządowe strony), Fuck FBI Friday (udostępniono 1GB danych Vanguard Defense Industries, w tym te dotyczące drona ShadowHawk i zapowiedzi pierwszego w historii obniżenia ratingu USA) czy Shooting Sheriffs Saturday (wykradziono 10GB danych o policji). Zrzuty baz danych z 20 włoskich uniwersytetów również ujrzały światło dzienne. Pod koniec miesiąca zablokowano strony 77 organizacji pilnujących porządku publicznego.
We wrześniu 2011 roku hakerzy wykradli nazwiska, adresy domowe i daty urodzenia ok. 25 tys. policjantów z Austrii. W październiku zdobyto m.in. 1000 nazwisk i haseł członków Boston Police Patrolmen's. W listopadzie Anonymous ujawnili 38 tys. wiadomości ze skrzynki e-mail agenta specjalnego Computer and Technology Crime Hightech Response Team. W grudniu Anonymous ujawnili personalia policjantów, którzy starli się z przedstawicielami ruchu Okupuj Wall Street. Także w tym miesiącu hakerzy, w ramach LulzXmas, wykradli ze Stratfor adresy internetowe, adresy e-mail i hasła. Wyciekły dane o 860 tys. kont, należących m.in. do ludzi związanych z policją, wywiadem wojskowym, obroną narodową, NATO, armią USA. Adresy byłego wiceprezydenta Dana Quayle’a i byłego sekretarza stanu Henry’ego Kissingera również znalazły się w sieci. Dane o 75 tys. kart kredytowych klientów „cienia CIA” posłużyły hakerom do przekazania 1 mln $ (według FBI – 700 tys. $) – jak sami twierdzą – na cele charytatywne, zamieszczając skany potwierdzeń przelewów z kont, którym przyporządkowane były karty kredytowe o wykradzionych numerach.
5 mln wiadomości e-mail z serwerów Stratfor zaczęto publikować w lutym 2012 roku na Wikileaks. Z jednej z nich wynikało, że ciała ibn Ladena nie pochowano w Oceanie Indyjskim, a przetransportowano samolotem CIA do Dover w stanie Delaware, a następnie do Instytutu Patologii Sił Zbrojnych w Bethesda. Ośrodek zamknięto 4 miesiące po śmierci terrorysty. W 2012 roku również wiele ataków hakerskich odbyło się w ramach operacji AntiSec, niezależnie od ich motywacji.
W październiku i listopadzie 2011 roku miała miejsce operacja Darknet. Anonymous zhakował 40 stron zawierających pornografię dziecięcą. Opublikowano 1589 nazwisk i adresów IP użytkowników strony Lolita City.
Na październik 2011 roku zaplanowano także operację Cartel. Miała ona na celu wykradzenie danych o największym meksykańskim kartelu narkotykowym Los Zetas, jednak została przerwana po porwaniu jednego z założycieli AnonMexico. Kartel wypuścił hakera pod warunkiem niepublikowania nazwisk skorumpowanych urzędników, adwokatów i policjantów. Zagroził zabiciem 10 niewinnych osób za ujawnienie każdego nazwiska.
Na przełomie lat 2011 i 2012 hakowano także strony Iranu i Izraela.

### 2012
2 maja 2011 roku Anonymous zapowiedzieli operację Blitzkrieg, skierowaną przeciwko faszystom i nacjonalistom. W pierwszym tygodniu stycznia 2012 roku spełnili swoje groźby – awariom (i wskutek tego wyłączeniom) uległy fora internetowe czy witryny z gadżetami dla faszystów. Upubliczniono dziesiątki tysięcy imion, nazwisk, adresów zamieszkania, kodów pocztowych, adresów e-mail i numerów telefonów domowych nacjonalistów. W lutym ujawniono powiązania Rona Paula z neonazizmem.
Również w pierwszym tygodniu stycznia z serwerów kalifornijskiej policji wykradziono 2500 haseł (w tym 300 należących do Police Chief) oraz 1076 adresów e-mail z ich hasłami.
Od 19 stycznia 2012 roku trwa operacja Megaupload. W 2 połowie miesiąca wielokrotnie były blokowane strony Departamentu Sprawiedliwości USA, FBI, strony wytwórni Universal Music Group oraz organizacji RIAA i Motion Picture Association of America w odwecie za zablokowanie serwisu megaupload.com i aresztowanie jego właściciela.
Anonymous działali również w związku z fałszerstwami wyborczymi w Rosji oraz traktowaniem opozycji przez Kreml. Zabezpieczenia strony partii Jedna Rosja hakerzy uznali za trudne do obejścia, jednak i one zostały złamane.
W lutym i marcu haktywiści oskarżali Izrael o stosowanie terroru wobec Palestyny.
1 marca hakerzy utożsamiający się z Anonymous, ponownie włamali się na serwery Monsanto, oskarżając ją o działanie na szkodę 9000 farmerów (za sprawą pozwów patentowych) i dodawanie trucizn do żywności.
Marcowe aresztowania członków LulzSec spotkały się z kontr-działaniami hakerów. Upubliczniono kod źródłowy Norton AntiVirus 2006, który wykradziono 6 lat wcześniej, a na stronie New York Ironworks (uzbrajającej New York City Police Department) zamieszczono odszyfrowane loginy, hasła i e-maile użytkowników witryny. Do aresztowań przyczyniła się również Panda Security – Anonymous na jej stronie opublikowali własną wiadomość, wykradziono dziesiątki adresów e-mail wraz z hasłami, a także hasła administratorów i ich loginy.
4 marca DDoS uległo American Israel Public Affairs Committee.

3 dni później haktywiści dopisali w internetowym oficjalnym wydaniu preambuły do węgierskiej konstytucji: 

Dyktatorzy są tylko przejściowym wynaturzeniem historii i powinni mieć się na baczności, ponieważ obywatele mają prawo kiedykolwiek obalić tyranię i zbuntować się przeciw swoim dyktatorom.

 Podano także informacje o 50% podwyżce dla informatyków odpowiedzialnych za zabezpieczenie zaatakowanej strony i ich prawie do emerytury w wieku 31 lat.

W ten sam dzień haktywiści zaatakowali stronę Watykanu. Zrobili już to rok wcześniej, jednak tym razem skutecznie. Wiadomość dla Kościoła brzmiała: 

Dzisiaj Anonymous postanowił dokonać oblężenia waszej strony w odpowiedzi na doktryny, liturgie i absurdalne, anachroniczne przykazania, które propaguje i szerzy na świecie wasza organizacja.

 Część ludzi działających jako Anonymous sprzeciwia się zarówno niektórym obecnym, jak i przeszłym działaniom Stolicy Apostolskiej. Watykan potwierdził ataki. Podczas II podróży apostolskiej Benedykta XVI do Ameryki Łacińskiej AnonMexico zhakowali strony pielgrzymek, twierdząc, że mają one zabarwienie polityczne.
Następnego dnia mężczyzna pod szyldem Anonymous wykradł 10 000 rekordów z British Pregnancy Advisory Service o kobietach poddających się aborcji. Nie zdążył ich jednak upublicznić, gdyż aresztowała go policja. W następnym miesiącu w odwecie hakerzy próbowali się włamać na stronę BPAS 2500 razy.
W dniach 16–26 marca Anonymous blokowali węgierską stronę Monsanto.
31 marca AnonPoland zorganizowało FuckGovFriday, czyli sprzeciw wobec INDECT i – według hakerów – destruktywnemu wpływowi Kościoła, mediów, polityków, lekarzy, sądów i szkół. Blokowano strony ZUSu i NFZ; upubliczniono zrzuty baz zawierające m.in. imiona, nazwiska pracowników prokuratur i Politechniki Gdańskiej oraz ich hasła dostępowe do kont. Na zhakowanych stronach umieszczano cytat z Benjamina Franklina: „Ci którzy rezygnują z wolności w imię bezpieczeństwa, nie zasługują na żadne z nich”. 2 tygodnie później polska policja i MSWiA ogłosiły, że dłużej nie będą pracować nad INDECT.
2 kwietnia Anonymous i TrollSec ujawnili dane członków Obywatelskiej Partii Demokratycznej; upubliczniono czeskie odpowiedniki numerów PESEL, daty urodzenia, notatki o członkostwie w partii, adresy skrzynek poczty elektronicznej, loginy i hasła dostępu do wewnętrznych stron ugrupowania oraz numery telefonów komórkowych (w tym 3 numery premiera Petra Nečasa). Atak miał być reakcją na lekceważenie opinii publicznej w Czechach.

AnonymousChina zaatakowali 485 witryn rządu Chińskiej Republiki Ludowej i upublicznili wykradzione z nich dane. Na zhakowanych stronach napisano jak oszukać cenzorów i wiadomość: 

Drogi rządzie Chin, nie jesteś wieczny, dziś padają strony internetowe, jutro upadnie zgniły reżim”.

 11 kwietnia hakerzy ogłosili, że pokonali Wielką Ścianę Ogniową Chin i zdobyli dostęp do wojskowych i geopolitycznych danych.
7 kwietnia na forum polskich użytkowników Tora pojawiła się oferta sprzedaży dostępu do ponad 2 milionów kont z kilkunastu serwisów (głównie z peb.pl, ale też z wizaz.pl, maxior.pl, mpcforum i cba.pl) za 10 mln bitcoin (ok. 150 mln zł). Dostęp do części kont prawdopodobnie kupili jedni z działaczy Anonymous.
8 kwietnia, w związku z planami zaostrzenia kontroli w Internecie, DDoS dotknął brytyjski Home Office.
Również tego dnia Anonymous ogłosili, że weszli w posiadanie e-maili premiera Tunezji świadczących o łamaniu przez jej rząd praw człowieka. Rządząca islamska Partia Odrodzenia stwierdziła, że print-screen’y e-maili sfabrykowano.
Operacja Defense ma zapobiec wejściu w życie Cyber Intelligence Sharing and Protection Act. 10 kwietnia w jej ramach zhakowano stronę Boeinga.
Internauci powtórzyli także żart z 2009 roku polegający na oddawaniu jak największej liczby głosów w internetowej sondzie mającej wyłonić 100 najbardziej wpływowych osób świata. Tym razem na pierwszym miejscu umieszczono Anonymous, a na drugim Erika Martina, założyciela Reddit.
11 kwietnia hakerzy z Malicious Security zadeklarowali wsparcie dla Anonymous.
20 kwietnia Anonymous zaatakował stronę Formuły 1 w związku z Grand Prix w Bahrajnie, z powodu aktów przemocy, do jakich dochodziło w tym kraju.
W ramach operacji Levenson (będącej protestem przeciw śledztwu związanego z hakowaniem telefonów) atakowano witryny Information Commissioner's Office.
Hakerzy blokowali niemieckie rządowe strony wspomagając Ruch Oburzonych.
W 2 połowie maja Anonymous DDoSowali niektóre strony rządu Indii, gdyż ten blokował dostęp do Vimeo i The Pirate Bay.
21 maja Anonymous w ramach akcji Monday Mail Mayhem ujawnili 1,7GB e-maili z amerykańskiego Bureau of Justice Statistics. Miały one pokazywać korupcję w rządzie.
W lipcu Anonymous zablokowało setki stron z pornografią dziecięcą i upubliczniło dane setek ich użytkowników.

#### Akcja przeciwko ACTA

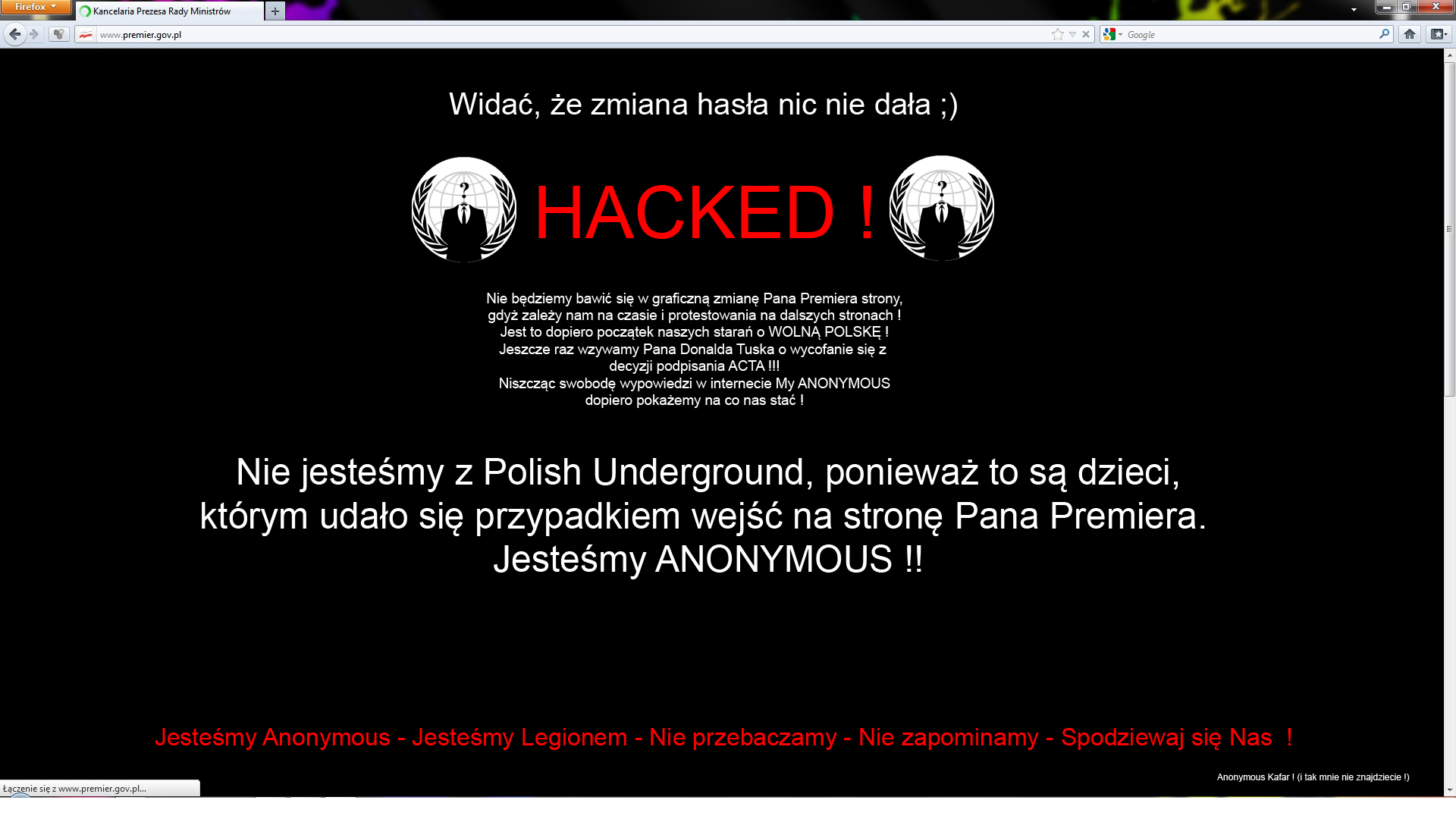
Przed hakerami spod szyldu Anonymous na stronę premiera RP Donalda Tuska włamało się 2 hakerów z Polish Underground. Zamieścili oni na niej filmik z Baśka blog

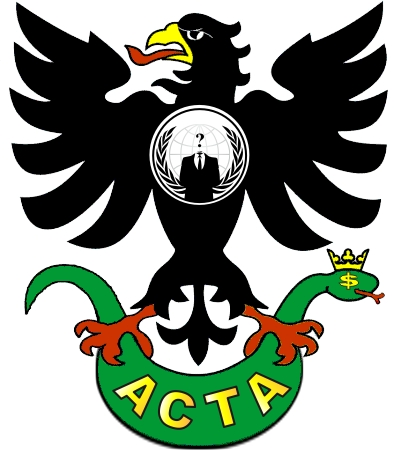
Czarny orzeł (Anonymous) pokonuje węża (ACTA), który zamiast oczu ma symbol dolara

W lipcu 2012 r. miały również miejsce ataki internautów związane z SOPA, PIPA i ACTA na korporacyjne i państwowe strony USA, Francji, Polski, Irlandii i Słowenii. Grupa ujawniła adresy mailowe oraz loginy i hasła niektórych pracowników polskiego rządu, a także dane o życiu prywatnym i pracy części jego polityków.
Aktywność hakerów zwróciła uwagę opinii publicznej na treść ACTA, co skutkowało dobrowolnym blackout-em (zacienieniem lub zamknięciem) ponad 800 polskich portali. W związku ze wzrostem popularności Anonymous wielu jego sympatyków i członków pobrało zmienioną wersję LOIC, które zawierało trojana bankowego Zeusa. Oryginalna, promowana przez Anonymous wersja LOIC go nie zawierała.
Anonymous zadeklarowali wojnę przeciwko Lady Gadze, Kim Kardashian, Justinowi Bieberowi i Taylor Swift z powodu poparcia przez nich SOPA.
26 stycznia UE i jej 22 państwa członkowskie podpisały ACTA, jednak w kwietniu Parlament Europejski ją ostatecznie odrzucił. Zapowiedziano, że głosowania nad SOPA i PIPA będą miały miejsce dopiero po rozwiązaniu problemów z nimi związanych.
W lutym 2012 w związku z akcją przeciw ACTA atakom uległy strony CIA. Oprócz tego hakerzy upublicznili kodowaną telekonferencję pomiędzy FBI a Scotland Yardem dotyczącą właśnie ataków hakerskich. W 2 połowie lutego haktywiści zaatakowali kilka stron Federal Trade Commission. Anonymous ujawnili również liczącą 28 tys. pozycji listę członków – rządzącej w Czechach – Obywatelskiej Partii Demokratycznej wraz z ich adresami zamieszkania.
W odpowiedzi na lutowe aresztowania Interpolu Anonymous zhakował jego strony, a także kolumbijskiego ministerstwa obrony, chilijskiej biblioteki narodowej oraz koncernu energetycznego Endesa.
14 marca w ramach protestów przeciwko ACTA, PIPA i SOPA z DigitalPlayground (strona z pornografią) wykradziono 40 tys. numerów kart kredytowych i 72 tys. adresów e-mail. 82 z nich należały do pracowników rządów lub armii.

### 2014–2015
W grudniu Anonymous zagroziło grupie hakerów Lizard Squad dopuszczającej się ataków na sieć TOR. Ujawniono również dane i hasła jednego z członków Lizard Squad, jednak grupa zaprzeczyła jakoby informacje były prawdziwe.
W listopadzie 2015 roku z podszywającego się pod organizację Anonymous konta na twitterze @opparisofficial, udostępniano informację o zaangażowaniu Anonymous w identyfikację zamachowców z ISIS, którzy zorganizowali zamachy w Paryżu. Pochodząca z tego źródła informacja o zamknięciu ponad pięciu i pół tysiąca kont na Twitterze była fałszywa.

### 2016–2017
Grupa Blink Hacker Group, powiązana z grupą Anonymous, twierdziła, że włamała się na strony internetowe i serwery więzienne w Tajlandii. Naruszone dane zostały udostępnione online, a grupa twierdzi, że przekazuje dane Tajlandzkiemu wymiarowi sprawiedliwości oraz obywatelom Tajlandii. Atak hakerski został przeprowadzony w odpowiedzi na wieści z Tajlandii o maltretowaniu więźniów w tajlandzkich więzieniach.
Grupa hakerów nazywająca siebie Anonymous Africa przeprowadziła szereg ataków DDoS na strony internetowe powiązane z południowoafrykańską rodziną Gupta w połowie czerwca 2016 roku. Wśród firm należących do Gupta celem były strony internetowe Oakbay Investments, The New Age i ANN7. Strony internetowe South African Broadcasting Corporation i partii politycznej EFF i Zanu-PF w Zimbabwe również zostały zaatakowane za „nacjonalistyczną retorykę socjalistyczną i upolitycznienie rasizmu”.
W październiku 2017 roku pojawiła się teoria spiskowa QAnon po raz pierwszy na 4chanie, gdzie jej zwolennicy używali podobnej terminologii i brandingu jako Anonymous. W odpowiedzi przeciwni Trumpowi członkowie Anonymous ostrzegli, że QAnon kradnie markę kolektywu i obiecali sprzeciwić się tej teorii.

### 2022
Grupa Anonymous oficjalnie wypowiedziała „cyber-wojnę” Federacji Rosyjskiej po rozpoczęciu inwazji na Ukrainę. Działają oni na szkodę Rosji i rosyjskim firmom (blokowanie dostępu do strony Gazpromu i rosyjskich stron rządowych). Grupa wykradła i podała do informacji publicznej dane rosyjskich polityków, 200 GB e-mailów białoruskiej fabryki broni, blokowała dostęp do rosyjskiej telewizji państwowej, Internetu w Rosji i komunikacji wojskowej wojsk rosyjskich. Squad303 – część grupy Anonymous, w marcu uruchomiła narzędzie 1920.in pozwalające na obchodzenie rosyjskiej cenzury Internetu. Aplikacja pozwala na wysłanie wiadomości SMS, WhatsApp, email oraz bezpośrednie dzwonienie do losowo wybranych Rosjan i informowanie ich o tym, co dzieje się na Ukrainie. Przez niespełna miesiąc, zwykli ludzie z całego świata, za pośrednictwem narzędzia, wysłali ponad 50 000 000 wiadomości.

## Wymiar sprawiedliwości przeciwko Anonymous
W grudniu 2010 holenderska policja zatrzymała 16-latka podejrzewanego o hakerstwo i działanie jako Anonymous. Miesiąc później FBI wydało 40 listów gończych za hakerami, którzy działali jako Anonymous. Wtedy też brytyjska policja zatrzymała 5 mężczyzn w wieku 15–26 lat oskarżonych o ataki z ramienia Anonymous.
W marcu 2011 aresztowano 1 mężczyznę w związku z operacją Titstorm. A w czerwcu tego roku zatrzymano 32 osoby podejrzane o ataki na serwery rządowe Turcji, jednak osoby związane z Anonymous twierdzą, że nie działali nigdy pod ich szyldem. Wówczas też hiszpańska policja zatrzymała trzech potencjalnych Anonymous. Miesiąc później w Holandii, Wielkiej Brytanii i USA aresztowano ponad 20 osób zamieszanych w operację Avenge Assange. Kilka dni później policja z Włoch aresztowała 15 osób w wieku 15–28 lat podejrzewanych o włamanie się na 20 serwerów tamtejszych uniwersytetów. Hakerzy powzięli odwet. We wrześniu 2011 roku aresztowano 2 hakerów – należeli oni do LulzSec lub Anonymous. Jeden z nich (Commander X, który określił się jako lider Anonymous) po wpłaceniu kaucji uciekł do Kanady.
W lutym 2012 roku Interpol wysłał 25 listów gończych za osobami działającymi jako Anonymous w wieku 17–40 lat. Wszyscy z nich zostali aresztowani, skonfiskowano 250 sztuk sprzętu elektronicznego. Miesiąc później aresztowano kilku członków LulzSec. Dokonano tego dzięki informacjom uzyskanym od Sabu, założyciela LulzSec, który wcześniej działał jako Anonymous. W lecie 2011 postawiono mu zarzuty karne, jednak zgodził się na współpracę z FBI w zamian za uniknięcie więzienia. Aresztowania spotkały się z kontr-działaniami hakerów. Również w marcu aresztowano 27-latka działającego jako Anonymous, który wykradł dane o kobietach poddających się aborcji. Działanie służb porządkowych spotkało się z odwetem w postaci 2500 prób ponownego włamania się. 20 marca 2012 roku FBI aresztowało Johna Anthony’ego Borella III, który jest podejrzewany o 2 ataki na amerykańską policję, które łącznie spowodowały 183 tysiące $ strat. Także w tym miesiącu zatrzymano 6 osób na Dominikanie w wieku 17–23 lata. W kwietniu 2012 roku FBI złapało hakera AnonWormer (prawdziwe imię i nazwisko: Higinio O Ochoa III), który 7 miesięcy wcześniej ujawnił dane 25 tys. austriackich policjantów. Służby namierzyły go programem Creepy podającym lokalizację internauty na podstawie danych z portali społecznościowych, czyli m.in. koordynat GPS, które może posiadać zdjęcie zamieszczane w sieci. AnonWormer na zhakowanych stronach zamieszczał zdjęcia biustu swojej życiowej partnerki, które zawierały właśnie te koordynaty. We wrześniu 2012 roku FBI aresztowało pisarza Baretta Browna (który czasami wypowiadał się w imieniu Anonymous) po tym, jak udostępnił film, w którym groził tej instytucji.

## Film
Na podstawie historii i działań grupy został nakręcony film dokumentalny We Are Legion: The Story of the Hacktivists (Anonymous. Historia haktywizmu).